# Cratérope d'Irak
Argya altirostris
Espèce
Statut de conservation UICN

 LC  : Préoccupation mineure
Le Cratérope d'Irak (Argya altirostris) est une espèce de passereau de la famille des Leiothrichidae.

## Répartition
Cet oiseau se trouve en Irak et au sud-ouest de l'Iran.